# Rhodobryum staudtii
Rhodobryum staudtii là một loài Rêu trong họ Bryaceae. Loài này được (Broth.) Paris miêu tả khoa học đầu tiên năm 1900.